# Khushab
Khushab é uma cidade do Paquistão localizada na província de Punjab.